# 马来西亚各州政府首脑
州务大臣、首席部长、总理（馬來語：Premier）分别是马来西亚联邦其中有世袭马来统治者的9个州属，以及无世袭马来统治者，而由最高元首任命州元首的2个州属（槟城、马六甲）和2个邦（砂拉越、沙巴）的政府首脑官衔。
马来西亚奉行议会制君主立宪制，马来统治者和州元首只是虚位元首，邦州的行政权实际上由州务大臣、首席部长、总理掌控。各邦州立法议会在选举后，马来统治者或州元首通常会邀请在议会中拥有简单多数议席的政党或政党联盟组成政府，并从中委任出一位州务大臣、首席部长、总理。
2018年，希望联盟在竞选宣言中宣布其执政州属的州务大臣和首席部长的担任时间将不超过两届，并会推动相关立法。

## 现任州务大臣、首席部长、总理
| 州政府行政长官 | 姓名              | 肖像                                                                      | 上任日期 （在任年日数）     | 出生日期 （歲數）            | 党籍                              | 党籍 |
| -------------- | ----------------- | ------------------------------------------------------------------------- | --------------------------- | ---------------------------- | --------------------------------- | ---- |
| 柔佛州务大臣   | 翁哈菲兹          | Onn Hafiz 2022.jpg                                                        | 2022年3月15日 （3年110天）  | 1979年3月2日 （46岁123天）   | 国民阵线 （马来民族统一机构）     |      |
| 吉打州务大臣   | 莫哈末沙努西      | Muhammad Sanusi Md Nor pada 2022.jpg                                      | 2020年5月17日 （5年47天）   | 1974年8月4日 （50岁272天）   | 国民联盟 （马来西亚伊斯兰党）     |      |
| 吉兰丹州务大臣 | 莫哈末纳苏鲁丁    | Mohd Nassuruddin Daud (19th Menteri Besar Kelantan) crop.jpg              | 2023年8月15日 （1年322天）  | 1965年10月4日 （59岁272天）  | 国民联盟 （马来西亚伊斯兰党）     |      |
| 马六甲首席部长 | 阿都拉勿          | Ab Rauf Yusoh.png                                                         | 2023年3月31日 （2年94天）   | 1961年9月20日 （63岁286天）  | 国民阵线 （马来民族统一机构）     |      |
| 森美蘭州务大臣 | 阿敏努丁          | Aminuddin Harun, Menteri Besar of Negeri Sembilan in 2025 (cropped 2).jpg | 2018年5月12日 （7年52天）   | 1967年1月2日 （58岁182天）   | 希望联盟 （人民公正党）           |      |
| 彭亨州务大臣   | 旺罗斯迪          | Wan Rosdy Wan Ismail 2023.jpg                                             | 2018年5月15日 （7年49天）   | 1958年10月1日 （66岁275天）  | 国民阵线 （马来民族统一机构）     |      |
| 檳城首席部长   | 曹观友            | Chow Kon Yeow CM of Penang.jpg                                            | 2018年5月14日 （7年50天）   | 1958年11月14日 （66岁231天） | 希望联盟 （民主行动党）           |      |
| 霹靂州务大臣   | 沙拉尼            |                                                                           | 2020年12月10日 （4年205天） | 1961年3月13日 （64岁112天）  | 国民阵线 （马来民族统一机构）     |      |
| 玻璃市州务大臣 | 莫哈末苏克里·南利 |                                                                           | 2022年11月22日 （2年223天） | 1961年2月6日 （64岁147天）   | 国民联盟 （马来西亚伊斯兰党）     |      |
| 沙巴首席部长   | 哈芝芝诺          | CM Hajiji Noor in 2024 (cropped).jpg                                      | 2020年9月29日 （4年277天）  | 1955年5月10日 （70岁54天）   | 沙巴人民联盟                      |      |
| 砂拉越总理     | 阿邦佐哈里        | Abang Johari Openg during a visit by UNIMAS officials.jpg                 | 2017年1月13日 （8年171天）  | 1950年8月4日 （74岁333天）   | 砂拉越政党联盟 （土著保守联合党） |      |
| 雪蘭莪州务大臣 | 阿米鲁丁沙利      | Amirudin Shari.jpg                                                        | 2018年6月19日 （7年14天）   | 1980年2月8日 （45岁145天）   | 希望联盟 （人民公正党）           |      |
| 登嘉樓州务大臣 | 阿末山苏里·莫达   | Ahmad Samsuri Mokhtar 2020.jpg                                            | 2018年5月10日 （7年54天）   | 1970年11月16日 （54岁229天） | 国民联盟 （马来西亚伊斯兰党）     |      |